# Drawbar

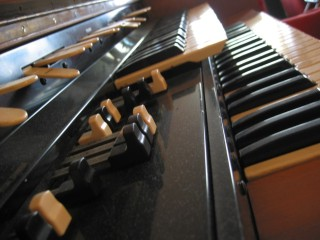
Drawbars op een Hammond L-100 toonwielorgel

Een drawbar is een bedieningselement op een elektromechanisch of elektronisch orgel, waarmee de klankkleur kan worden beïnvloed. Ze worden in het Nederlands ook wel schuifweerstanden (eigenlijk lineaire potentiometers) genoemd; de Engelse term is echter meer gangbaar.
Drawbars worden met name gebruikt bij hammondorgels en daarvan afgeleide orgeltypes, gewoonlijk in groepen of "sets" van diverse toonhoogtes, die tezamen het geluid van een manuaal (klavier) of pedaal bepalen door middel van additieve synthese.
Elke drawbar kan horizontaal worden uitgetrokken en regelt daarmee de relatieve geluidssterkte van een sinustoon, waarvan de toonhoogtes binnen een groep zich van links naar rechts verhouden als een grondtoon en een aantal boventonen (bijvoorbeeld een octaaf boven de grondtoon, een kwint boven de eerste boventoon, twee octaven boven de grondtoon, enz.). 
Gewoonlijk zijn drawbars voorzien van een aanduiding in voeten ('). Deze aanduidingen zijn gebaseerd op de voetmaten van een pijporgel, die de lengtemaat van de langste van een groep pijpen aangeven; een grotere voetmaat correspondeert met een lagere toon uit de orgelpijp, het toonwiel (bij oudere hammondorgels) of de oscillator (bij moderne elektronische orgels). 
Gebruikelijke voetmaten zijn onder andere 32' (zeer lage toon, bijvoorbeeld voor het pedaal), 16' (laag), 8' (gemiddeld), 4' (hoog), 2', 2⅔' en 1'. Een 8-voets drawbar produceert bij dezelfde toetsaanslag een toon die een octaaf lager ligt dan bij een 4-voets drawbar.
Het eerste commercieel verkrijgbare drawbarorgel was het Model A van Hammond. Van diverse merken zijn er in de loop der jaren Hammond-'klonen' in de vorm van elektronische drawbarorgels, klankmodules en hybride keyboards met drawbars op de markt gekomen. Veelal worden deze aangeduid als "clonewheels", een verwijzing naar de toonwielen van de oudere modellen drawbarorgels
De professionele keyboardlijn Nord van de Zweedse fabrikant Clavia heeft een aantal modellen (onder andere Nord Electro, Nord Stage, en Nord Combo Organ)) die voorzien zijn van zogenaamde virtuele drawbars, waarbij rijen LED-lampjes met druktoetsen in de plaats komen van de uittrekbare regelaar; de werking op de orgelklank en de voetmaat-aanduidingen zijn echter gelijk aan die van "fysieke" drawbars. Ook in software-emulaties van orgels worden drawbars vaak toegepast, soms met een vormgeving die direct op die van de Hammond-modellen is gebaseerd.

## Voorbeelden van instrumenten met drawbars

### Hammond
Alle modellen toonwielorgels van de series A, AB, B, BC, C, D, E, G, H, L, M, R, RT, SK, T, X en de elektronische/digitale modellen van de series XB, XM en XK, waaronder de volgende belangrijke types:
- Hammond Model A (1935-1938), het eerste commercieel verkrijgbare drawbarorgel;
- Hammond B-3 (1954-1974), het bekendste en meest gezochte orgelmodel aller tijden, gepopulariseerd door het jazzorgel-icoon Jimmy Smith;
- Hammond Aurola, het eerste elektronische orgel (zonder toonwielen) met drawbars;
- Hammond B-3000 (1976/1978), een elektronische versie van de befaamde B-3;
- Hammond Super B (1986), het eerste hammondorgel met digitaal gesamplede klanken;
- Hammond XB-2, het eerste digitale hammondorgel geproduceerd door Hammond-Suzuki;
- Hammond New B-3 (2003-heden), een volledig digitale versie van de B-3;
- Hammond XM-1/XM-c1 (1997-2005), een klankmodule met drawbars;
- Hammond XK-3c (2011-heden), het topmodel van de moderne portable hammondorgels.

### Andere merken
- Clavia Nord C1 en C2 Combo Organ;
- Clavia Nord Electro (serie), hybride keyboard met orgelsectie;
- Clavia Nord Stage (serie), hybride keyboard o.a, synthesizer- en orgelsectie;
- Creamware B4000, klankmodule met drawbars;
- Crumar Hamichore M-C3;
- Crumar MOJO;
- Farfisa VIP serie transistororgels.
- GSi VB3, een software-emulatie van de Hammond B-3;
- KeyB Solo en Duo;
- Korg CX-3 en BX-3;
- Native Instruments B4 en B4 II, een software-emulatie van de Hammond B-3;
- Oberheim OB-3 en OB-5;
- PARI.E K-61, elektromagnetisch orgel;
- Roland VK serie, diverse modellen;
- Roland VR-760 V-Combo, een hybride keyboard met orgelsectie;
- Viscount DB-3 en DB-5;
- Viscount Legend Classic, Legend, Legend Live, Legend Solo
- Viscount Legend Exp (klankmodule met drawbars)
- Vox Continental en Riviera serie transistororgels.